# Febe Copier
Febe Copier (Doorn, 10 juli 2006) is een voetbalspeelster uit Nederland. Ze komt als doelverdediger uit voor AZ in de Vrouwen Eredivisie.

## Clubcarrière
In haar jeugdjaren kwam Copier uit voor FC Driebergen en SC 't Gooi. 
In het seizoen 2022/23 maakt Copier onderdeel uit van Jong PEC Zwolle.
In het seizoen 2023/24 keerde FC Utrecht terug in de Vrouwen Eredivisie en Copier ging deel uitmaken van de jeugdopleiding van de Domstedelingen. Ze komt uit voor Jong FC Utrecht waarmee ze promotie weet af te dwingen naar Divisie A.
Op 27 januari 2024 maakte Copier haar debuut voor FC Utrecht in de Vrouwen Eredivisie in een thuiswedstrijd tegen Telstar door in de basis te starten. Doordat de eerste en tweede keepster van FC Utrecht, Puck Louwes en Jasmijn de Groot, kampten met blessureleed, mocht Copier haar debuut maken. Na een vroege 0-2 achterstand wist FC Utrecht met 4-2 te winnen.
Copier tekende op 27 april 2024 haar eerste contract bij FC Utrecht. Ze tekende een verbintenis die haar tot medio 2025 aan de club uit de Domstad verbonden houdt. In het seizoen 2024/25 verloor Copier de concurrentiestrijd met Femke Bastiaen en moest ze genoegen nemen met een plek als tweede keepster. Op 4 februari 2025 maakte ze de overstap naar competitiegenoot AZ, waar ze de opvolgster was van de naar Chelsea LFC vertrokken Femke Liefting.

## Statistieken
| Seizoen | Club       | Competitie | Competitie | Competitie | Beker | Beker | Overig | Overig | Totaal | Totaal |
| Seizoen | Club       | Competitie | Wed.       | Dlp.       | Wed.  | Dlp.  | Wed.   | Dlp.   | Wed.   | Dlp.   |
| ------- | ---------- | ---------- | ---------- | ---------- | ----- | ----- | ------ | ------ | ------ | ------ |
| 2023/24 | FC Utrecht | Eredivisie | 8          | 0          | 2     | 0     | 0      | 0      | 10     | 0      |
| 2024/25 | FC Utrecht | Eredivisie | 0          | 0          | 0     | 0     | 0      | 0      | 0      | 0      |
| 2024/25 | AZ         | Eredivisie | 0          | 0          | 0     | 0     | 0      | 0      | 0      | 0      |
| Totaal  | Totaal     | Totaal     | 8          | 0          | 2     | 0     | 0      | 0      | 10     | 0      |

Bijgewerkt t/m 4 februari 2025.